# 剌多威
剌多威（德語：wa，1839年5月19日—1912年1月15日）又譯拉度维慈、拉多维茨、拉度维茨，是一位普魯士和德國外交官。

## 生平
拉剌多威出生于美因河畔法兰克福，是普鲁士外交首長約瑟夫·馮·拉多維茲的儿子。他曾在波恩大学和柏林大学学习法律，1860年進入普鲁士外交部门，并被普魯士當局派往君士坦丁堡、大清和日本等地任職。1865年返回欧洲后，剌多威被派往巴黎。普奥战争期间，他擔任普魯士的腓特烈·卡爾的侍從官，不久又被派往慕尼黑任職。當時普魯士在巴伐利亞王國的慕尼黑設有外交代表機構。 1870年，他成为北德意志联邦驻布加勒斯特的总领事。 1872年，他出任普魯士驻伊斯坦布爾的临时代办，之后出任外交部东方事务主任。1875年，他出任德國驻圣彼得堡代理大使。 他曾参加1878年柏林會議。
1882年10月出任德國驻伊斯坦布爾大使，1892年出任德國驻马德里大使。最終剌多威在柏林去世。